# Hubert Cornfield
Hubert Cornfield, né  le 9 février 1929 à Constantinople en Turquie et mort le 18 juin 2006 à Los Angeles, est un réalisateur de cinéma et de télévision américain.

## Filmographie

### En tant que réalisateur

#### Au cinéma
- 1955 : Sudden Danger (en)
- 1957 : Lure of the Swamp
- 1957 : Plunder Road (en)
- 1960 : Allô... l'assassin vous parle
- 1961 : Angel Baby (en) (non crédité)
- 1962 : Pressure Point (Pressure Point) coréalisateur non crédité : Stanley Kramer
- 1968 : La Nuit du lendemain Coréalisé avec Richard Boone
- 1976 : Les Grands Moyens

#### À la télévision
- 1956 : 1 épisode de la série télévisée The 20th Century Fox Hour (en)
- 1973 : 26 épisodes de la série télévisée Poker d'As
- 1973 : 1 épisode de la série télévisée Témoignages